# ومضات إبداعية (كتاب)
كتاب ومضات إبداعية هو كتاب علمي من تأليف السيد الحامد يروي قصصاً مدهشة للاختراعات التي هزت العالم، ولا يقتصر هذا الكتاب على الاختراعات الكبرى فقط، وإنما يتناول أيضاً قصة الاختراعات التي نستخدمها في حياتنا اليومية، كما يروي الكتاب طرائف الاختراعات، ويتضمن الهجوم العنيف الذي لاقاه كثير من المبتكرين في عصورهم نتيجة التخلف والجهل السائد في المجتمع.

## الانطباعات
- «حينما انتهيت من صفحات هذا الكتاب تذكرت مقولة فيلسوف أمريكي تقول:( إن العالم يفسح الطريق لمن يعرف إلى أين هو ذاهب )، وجميع المبدعين والمخترعين الذين شملهم الكتاب، عرباً وعجماً تجمع سيرتهم هذه الإرادة القوية لحل المشكلات بلا يأس مهما تعالت ضربات الفشل وضحكات السخرية من المحيطين، كما يجمعهم الدأب في طلب العلم والعمل به. وقد سعدت بحكم المشاهير المضمنة بالكتاب، وكلها تدفع القارئ بقوة لنبذ التردد وتحقيق الأهداف. ولا يخفى حال مجتمعاتنا العربية وهي التي أحوج ما تكون لنشر هذه الثقافة العلمية التي تبنتها الشعوب المتقدمة، قدمها المؤلف بأسلوب قصصي مشوق، وخرج على نحو يجمع الجد والطرافة في آن، كما نجا من رتابة المواد العلمية وسطحية معظم الكتابات الشابة المعاصرة..

أتمنى أن نرى هذا الكتاب القيم في كل بيت عربي..» – شيماء عيسى، رئيس قسم ثقافة وعالم الكتاب
- «"عندما تأتي بجديد فأنت من المبدعين .. وإذا ما أحببت أن تكون حقاً منهم، فعليك إذن أن تتجهز للحرب ..!!"

هذه هي الرسالة التي يود أن ينقلها لنا الكاتب من خلال هذا الكتاب المدهش، فعبر استعراضه لحياة المبدعين والمبتكرين، وضع يده ويدنا أيضاً على سر العظمة والتفوق، إنه الصبر، إما على نوازع النفس العاشقة للراحة، وإما على كلام مجتمع قد لا يرى ما ترى ويؤمن بما تؤمن، لقد سألت نفسي حقاً وأنا أقرأ، ترى كيف الحال لو كان جرهام بل أعطى للعامة أذناً مصغية ولم يرَ فائدة الهاتف؟ أو أن ماركوني صدق أباه وهو يخبره بأنه طفل غبي فلم يخترع المذياع؟ أو نجح مدرسو إديسون في إقناع أمه بأن ولدها معاق ويجب أن يجلس في البيت بلا دراسة أو عمل فلم ينير لنا الدنيا؟! أسئلة تحمل إجابات غامضة ومخيفة! لكنها أيضاً في غاية الأهمية ..» – كريم الشاذلي، الكاتب في مجال العلوم الإنسانية
- «هذا كتاب تذكر صفحاته كلما درت بناظريك بترى آيات الله في إبداعات البشر، تنساب الموضوعات بين يديك انسياباً، فلا يثنيك كلفك بما قرأت عن التهام ما بين دفتيه دفعة واحدة، ولا يرضيك إلا أن تعود لقراءته مراراً كي تؤنسك التفاصيل، وكي تحدثك الشخوص كما لم يحدثك أنس من قبل» – د.مدحت أنور رافع، الخبير في المحاكم الاقتصادية

## المحتويات

### الفصل الأول: تكنولوجيا الاتصال.. أفسحو الطريق
- اختراع الطابعة
- مخترع التلغراف
- الراديو فيه عفريت!!
- التليفزيون.. العالم أمام نافذة سحرية
- جيوفاني كازيللي .. الرجل الذي نقل الرسائل الورقية عبر الأسلاك
- جراهام بيل الرجل الذي نقل الأصوات عبر الأسلاك
- الإنترنت.. عنكبوت ينسج شبكته على الكرة الأرضية
- مخترع البريد الإلكتروني.. ضاع في وسط الزحام
- وبقيت ابتسامته الهادئة
- وبخه المدير .. فاخترع الهوت ميل
- الفيسبوك.. مارد يسيطر على العالم

### الفصل الثاني: اضحك.. الصورة تصبح حلوة
- ابن الهيثم
- يخترع أول مبادئ التصوير .. داخل السجن
- قصة أول صورة فوتوغرافية
- تمنى أن يحصل على نزهة.. فابتكر كاميرا كودك
- إلحاح الأطفال مفيد أحياناً .. قصة ابتكار كاميرا التصوير الفوري
- ماكينة لتصوير المستندات .. من راهن كسب
- هل تطير الخيول؟!
- إديسون.. بائع الجرائد الذي أصبح عبقري الزمان
- القطار يدهس المشاهدين.. قصة أول عرض سينمائي

### الفصل الثالث: الإثارة والمتعة
- منطاد هندنبرج ... تيتانيك السماء
- إني أتنفس تحت الماء
- أنا طير في السما
- الدودة والطيار .. وبذلة الطيران
- صباح الخير أيتها الإثارة
- إستراتيجية فورد للنجاح
- إشارات المرور
- قطار الملاهي Roller Coaster
- أحذية التزحلق (الباتيناج)
- يخترع ويموت فقيراً .. وغيره يحصد الثروة

### الفصل الرابع: الأطعمة والمشروبات
- ماكدونالد.. نجاح في الشيخوخة
- كنتاكي .. النجاح يأتي بعد الستين
- الكوكاكولا .. قصة نجاح صيدلي أراد صنع دواء فابتكر مشروباً عالمياً
- الساندويتش .. اخترعه رجل أراد ألا يغادر طاولة لعب الورق
- الشاي .. اكتشفه إمبراطور صيني بالمصادفة
- القهوة .. نبيذ المسلمين يغزو العالم
- اختراعات وابتكارات.. والقهوة هي الملهم
- الكروسان .. وحصار فيينا
- نستلة .. أحزنه موت طفل رضيع فأنشأ أكبر شركة أغذية في العالم
- الهامبورغر.. ومدينة هامبورغ.. هل توجد صلة؟!
- الهوت دوج Hot Dog .. وخطأ غير مقصود
- أخطأ الطاهي فحصل على أحلى بطاطس مقلية
- الشوكولاته .. تعرف على سر الصنعة
- «طبق أم علي» .. هدية قتل شجر الدر!!
- أراد الانتقام من العميل العنيد فابتكر بطاطس الشيبسي
- الآيس كريم
- البيتزا .. طعام الفقراء!!

### الفصل الخامس: الأجهزة المنزلية .. أهلاً بالترف والراحة
- غسالة الأطباق المنزلية.. اخترعتها سيدة لم تضع يديها في طبق
- الثلاجة .. آلاسكا في بيوتنا
- قطعة الشيكولاتة واختراع الميكروويف
- ماكينة قص العشب
- ماكينة الخياطة.. كل الذين اخترعوها لم يكسبوا شيئاً!!
- مخترع الدبوس الآمن!!

### الفصل السادس: اخترعات صغيرة لكنها مفيدة
- اللاصقة الطبية والزوجة الحسناء
- الآيس كريم والزوارق الآلية
- قلم الحبر الجاف .. ظهرت فائدته حينما كان في السماء
- قلم الرصاص .. صباح الخير أيها النجاح
- الحياء يدفع للابتكار أحياناً!!
- فرشاة الأسنان اختراع سجين خطير على الأمن
- البنطلون الجينز .. ملابس عمال المناجم ترتديها كل الطبقات
- شماعة تعليق الملابس
- اختراع المطاط أو الأستيك
- المكنسة الكهربائية
- المكواة الكهربائية
- اخدم نفسك
- أعواد الكبريت
- الشوكة
- الصابون.. النظافة من الإيمان
- الشامبو .. ابتكار إسلامي يغزو لندن
- أفسدت الحرارة ألوان الطباعة فابتكر أول جهاز تكييف كهربائي
- الووكمان.. الموسيقى معك أينما كنت

## وصلات خارجية
ومضات إبداعية على مجلة الابتسامة
ومضات إبداعية على جودريدز